# عیسی سوماره
عیسی سوماره (انگلیسی: Issa Soumaré؛ زادهٔ ۱۰ اکتبر ۲۰۰۰) بازیکن فوتبال اهل سنگال است.
وی همچنین در تیم ملی فوتبال زیر ۱۷ سال سنگال بازی کرده‌است.